# АЕС Штайн
Атомна електростанція Штайн (нім. Kernkraftwerk Stein) мала бути побудована поблизу муніципалітету Санкт-Панталеон-Ерла в Нижній Австрії в районі Штайн. Станція, яка колись планувався в гирлі каналу Енс у Дунай, планувалася з реактором потужністю до 1300 МВт і була скасована у 1978 році через зміни в Законі про атомну енергію на референдумі. Штайн мала стати другою атомною електростанцією в Австрії.

## Історія
23 березня 1973 року Community Nuclear Power Plant Tullnerfeld GmbH вирішила замовити у Kraftwerk Union AG реактор з киплячою водою потужністю 700 МВт для атомної електростанції Tullnerfeld у Цвентендорфі. Однак уже на той момент було зрозуміло, що через зростаючі потреби в енергії однієї системи буде недостатньо, тому 10-річна програма розширення, прийнята в 1969 році, мала бути змінена до літа 1971 року. Зокрема, компанії державного об'єднання висловили зацікавленість в участі в другій атомній електростанції, яка повинна була почати роботу в 1978-1981 роках. Однак спочатку участь була лише для необхідного розміру блоку 500 МВт. Однак для економічної роботи розмір блоку становить не менше 700 МВт. На той момент рішення про місце ще не було прийнято, але перевагу було знову віддано розташуванню на Дунаї. Згідно з новим прогнозом до 1973 року планувалося створити принаймні блок потужністю 1000 МВт, а також будівництво ще однієї атомної електростанції до 1985 року та четвертої станції до кінця десятиліття. Для другої системи дослідження проводилися до 1973 року на кордоні з Верхньою Австрією в гирлі Енса в Дунай. У квітні 1978 року федеральний міністр транспорту та електроенергетики Ервін Фрюбауер офіційно оголосив про плани будівництва другої атомної електростанції. Щоб адаптуватись до вимог, розмір системи тепер перевизначено до 900–1300 МВт.
27 листопада 1973 року було засновано «Kernkrafts-Planungsgeschaft mbH» для будівництва та проектування станції, до якого були залучені регіональні компанії та Wiener Stadtwerke AG. Акціонери проекту вимагали потреби в потужності 820 МВт, а асоційована компанія потребувала ще 500 МВт. Однак на той момент ще не було зрозуміло, чи буде замовлено блок потужністю 1300 МВт чи менший блок потужністю 1000 МВт, що залежало від майбутньої процентної участі австрійських енергопостачальних компаній. Оголошення тендеру мало відбутися з літа 1974 року. 20 лютого 1974 року було засновано Community Nuclear Power Plant Stein GmbH зі штаб-квартирою в Санкт-Панталеоні, яка мала діяти як власник і оператор. У тому ж році атомна електростанція Stein GmbH підписала угоду з радянським Техснабекспортом на постачання та збагачення урану для атомної електростанції. Угода передбачала доставку першого ядра та перше перезавантаження. Запущений влітку тендер на реакторний блок був продовжений у жовтні до 11 листопада 1974 року. Компанія з проектування атомної електростанції отримала пропозиції щодо реакторів під тиском і киплячої води класом продуктивності від 900 до 1000 МВт і від 1200 до 1300 МВт. На даний момент пропозиції вже подали чотири групи претендентів: Siemens Австрія, Elin-Union AG і KWU (Німеччина); BBC/BBR з Німеччини з австрійською Brown Boveri AG; General Electric Technical Services Co. у співпраці з Elektrowatt і BBC (Швейцарія); ASEA-Atom Investors (Швеція), в особі австрійської ASEA-GmbH. Через високу завантаженість потужностей при будівництві електростанції і Westinghouse, і Framatome скасували тендер. Очікувалося, що контракт на виконання робіт, які тепер офіційно планувалися для Св. Панталеона-Ерла, буде укладено в 1975 році. З 1974 року по грудень серед населення виник перший опір об’єкту: 75 000 підписів проти об'єкту, що планується. У 1974 році вже придбану ділянку було перенесено, а останні кам’яні ферми знесено.
1 квітня 1975 року міністр торгівлі Йозеф Старібахер оголосив про відкладення початку будівництва атомної електростанції. Однак було прийнято рішення встановити розмір блоку 1300 МВт. Офіційно обґрунтуванням було те, що попит на електроенергію зросте менше, ніж очікувалося, що, однак, суперечить рішенню, яке уряд прийняв 18 березня 1975 року і без жодних заперечень підтвердив енергетичний план 1971 року. Проте заяви канцлера Бруно Крайського свідчать про те, що через місцеві протести було бажане політичне рішення. Протести стали більш радикальними, особливо після виступу канцлера Бруно Крайського, після того як опоненти також погрожували зайняти будівельні майданчики. Затримка, оголошена в квітні, становила один рік, але комунальне підприємство заявило, що введення в експлуатацію не буде необхідним раніше 1985-86 років. Дослідження ґрунту на цьому місці були завершені в 1975 році, і підтверджено придатність для будівництва атомної електростанції. У 1977 році було подано заявку на процедуру схвалення будівництва атомної електростанції на майданчику Stein Sankt Pantaleon-Erla, а разом з нею було подано запит на перший частковий дозвіл на будівництво. Однак на той момент ще не було зрозуміло, коли він буде проданий, оскільки тип реактора ще не було обрано, окрім досліджень на місці та геологічних і гідрологічних звітів.
У 1978 році почалася перша підготовка до будівництва атомної електростанції, включно зі встановленням вимірювальної щогли заввишки 73 метри. У ніч з 22 на 23 березня невідомі перерізали два з восьми сталевих тросів, які утримували вимірювальну щоглу. 8 листопада 1978 року відбувся референдум щодо введення в експлуатацію Тульнерфельда та поправки до Закону про атомну енергію, яка забороняла будівництво нових атомних електростанцій. За заборону використання атомної енергії висловилися 50,47% австрійців. З 1500 громадян, які мали право голосу в Сент-Панталеоні, 70% взяли участь у голосуванні, 90% з яких відкинули використання ядерної енергії. Це унеможливило реалізацію атомної електростанції, і проект був скасований державою.
1 січня 1979 року було розпочато ліквідацію проектної компанії Kernkrafts-Planungsgeschaft mbH, незабаром після цього в червні також колективної атомної електростанції Stein GmbH, яка хотіла завершити свою ліквідацію до кінця 1979 року. 48 тонн ядерного палива для атомної електростанції Штайн, яке вже було збагачене до 2,78-3,25% у Радянському Союзі, було доставлено до Reaktor Brennelemente Union AG у Федеративній Республіці Німеччина для зберігання в 1978 році та збережено там для подальшої обробки. Після референдуму 1978 року австрійський уряд запропонував його на продаж, хоча очікувалося схвалення від Радянського Союзу, але Німеччина була готова затвердити ліцензію на експорт. У 1980 році RG&E організувала закупівлю та імпорт палива до Сполучених Штатів для виробництва ядерного палива для атомної електростанції Джинна на заводі зі збагачення урану в Гейтерсбурзі. Це заощадило компанії приблизно 2 мільйони доларів на початкових витратах на закупівлю ядерного палива. Ядерне паливо було першим імпортним ядерним паливом у Сполучених Штатах, яке не перепродували, а використовували на власних підприємствах.
Гідроакумулююча електростанція Matrei-Raneburg, яку колись планувала TIWAG, спочатку мала доповнити атомну електростанцію Stein і забезпечити роботу станції при повному навантаженні. Електростанція не була побудована після того, як атомну станцію покинули.

### Баланс
Між 1974 і 1976 роками акціонери атомної електростанції інвестували в станцію 49 394 382 шилінгів, у 1977 році рівно 3 мільйони шилінгів, а в 1978 році ще 32 500 000 шилінгів. Загальна вартість об'єкта оцінювалася в 16-18 мільярдів шилінгів.

## Власник і оператор
Власником і оператором атомної електростанції мала бути Community Nuclear Power Plant Stein GmbH, розташована в Санкт-Панталеоні. На початку Verbundgesellschaft володів загалом 50% акцій компанії, решта була поділена між іншими постачальниками енергії з Австрії. Зрештою участь розподілилася наступним чином:
- 37,88% - Verbundgesellschaft (мажоритарний власник)
- 12,12% - OKA
- 12,12% - Wiener Stadtwerke E-Werke
- 11,36% - STEWEAG
- 7,58% - NEWAG
- 7,58% - VKW
- 5,30% - KELAG
- 4,55% - SAFE
- 1,51% - TIWAG